# Lisboa (película de 1999)
 Lisboa es una película de Argentina filmada en colores dirigida por Antonio Hernández Núñez sobre su propio guion escrito en colaboración con Enrique Brasó que se estrenó el 29 de abril de 1999 en Argentina y el 23 de julio de 1999 en España y que tuvo como actores principales a Sergi López, Carmen Maura, Federico Luppi y Antonio Birabent.

## Sinopsis
Un viajante de comercio que vende cintas de vídeo y casetes musicales auxilia a una mujer  que recurre a él para que la lleve hasta Lisboa. Acepta y luego el panorama se complica.

## Reparto
- Sergi López …João
- Carmen Maura …Berta
- Federico Luppi …José Luis
- Antonio Birabent …Carlos
- Laia Marull …Verónica
- Miguel Palenzuela
- Saturnino García	...	Bruno
- Miguel Palenzuela	...	Aurelio
- Antonio Hernández Núñez
- Marisa Madruga
- María Bermúdez de Castro
- Vicente Hernán
- Gonzalo Durán
- José Miguel Caballero
- Juanjo Bermúdez de Castro
- Carmen Arbex
- José Luis Gil

## Premios y candidaturas
Festival de Málaga de Cine Español
- Sergi López, ganador del Premio Biznaga de Plata al mejor actor.

Premio Goya
- Carmen Maura candidata al Premio Goya a la mejor interpretación femenina protagonista.

## Comentarios
M. Torreiro en El País escribió:

«Como en todo thriller, aquí las convenciones del género están también al servicio no solo de las tribulaciones de sus criaturas, sino de una visión de la actual sociedad española, tan inclemente como inobjetable.»

Javier Porta Fouz en El Amante del Cine escribió:

«Parece una historia contada en exteriores, sin pretensiones alegóricas ni declaraciones superficiales, puede, al menos, caer simpática.»

Diego Battle en La Nación opinó:

«... tiene un interesante planteo inicial, una inteligente estructura narrativa, pero resulta una película deshilachada, forzada y hasta con errores en la construcción espacio-temporal, pero sus intérpretes nunca llegan a lucirse. Ofrece algunos climas atractivos, pero los principales conflictos dramáticos no funcionan... es una suerte de crónica de algo que pudo haber sido pero que en pantalla casi nunca se concreta.»